# مارك غالاغير
مارك غالاغير (بالإنجليزية: Mark Gallagher)‏ هو لاعب كرة قدم بريطاني في مركز الوسط، ولد في 12 فبراير 2001 في إلغين في المملكة المتحدة. لعب مع نادي روس كاونتي.